# Eothalassius platypalpus
Eothalassius platypalpus är en tvåvingeart som beskrevs av Igor Shamshev och Gootaert 2005. Eothalassius platypalpus ingår i släktet Eothalassius och familjen styltflugor. Inga underarter finns listade i Catalogue of Life.